# Wydział Biologii i Nauk o Ziemi Uniwersytetu Jagiellońskiego
Wydział Biologii i Nauk o Ziemi Uniwersytetu Jagiellońskiego – dawna nazwa Wydziału Biologii Uniwersytetu Jagiellońskiego. Wydział powstał w 1951. Po odłączeniu się w 2017 instytutów reprezentujących nauki o Ziemi, 1 stycznia 2018 nazwa wydziału została zmieniona z Wydziału Biologii i Nauk o Ziemi UJ na Wydział Biologii UJ.

## Historia

### Nauki przyrodnicze na UJ przed założeniem Wydziału
Nauki przyrodnicze, wykładane wtedy na Wydziale Filozoficznym i Wydziale Medycznym, stały od XV w. na Akademii Krakowskiej na bardzo wysokim poziomie. Kluczowym dla usamodzielniania się dyscyplin przyrodniczych było utworzenie w 1780 Katedry Chemii i Historii Naturalnej. Zajmowano się w niej botaniką, zoologią, mineralogią i chemią. Powołano przy niej Gabinet Historii Naturalnej (1782), z którego wywodzą się dzisiejsze muzea przy Instytutach UJ, a także, do dziś istniejący, Ogród Botaniczny (1783).
Burzliwa pierwsza połowa XIX w. odbiła się na działalności krakowskiej Katedry. Wraz z rozwojem nauki usamodzielniały się kolejne Katedry: Botaniki (1847), Geografii (1849), Zoologii i Anatomii Porównawczej (1850) i Mineralogii (1855). Znalazły się one wszystkie w 1850 w posiadającym pełną autonomię Wydziale Filozoficznym UJ.
Uzyskanie autonomii przez Galicję oraz wprowadzenie w 1870 języka polskiego jako wykładowego przyciągnęła do Krakowa wielu młodych, utalentowanych przyrodników, którzy przez pracę na Uniwersytecie pragnęli pracować dla kraju.
W końcu XIX w. powstawały kolejne Katedry, a w 1913 usamodzielnił się pierwszy instytut — Instytut Botaniczny. Pięć lat później powstał Instytut Geograficzny. Znaczne zmiany organizacyjne przyniósł dopiero rok 1945, kiedy Wydział Filozoficzny podzielono na dwie części: Wydział Humanistyczny i Wydział Matematyczno-Przyrodniczy.

### Historia i struktura Wydziału
W obrębie Wydziału Biologii i Nauk o Ziemi UJ przez lata rozwijały się nauki przyrodnicze – biologia, geografia, geologia, nauki o środowisku oraz, później, biologia molekularna. Wydział rozpoczął działalność w 1951 r., co zostało prawnie usankcjonowane na początku 1952 r. Dawne katedry istniejące w ramach Wydziału Matematyczno-Przyrodniczego połączono w Zespoły Katedr, które w późniejszym czasie wyodrębniały się w postaci Instytutów. Dwa instytuty powstały przed wyodrębnieniem się Wydziału i od początku działały w jego obrębie: powstały w 1913 Instytut Botaniczny (w 1970 przemianowany na Instytut Botaniki) oraz powstały w 1918 Instytut Geografii (w 2000 przemianowany na Instytut Geografii i Gospodarki Przestrzennej). W 1963 powstał Instytut Zoologii. W 1970 wyodrębnił się Instytut Biologii Molekularnej (od 1985 – im. Jana Zurzyckiego), zaś w 1972 – Instytut Nauk Geologicznych. Jako ostatni został powołany do istnienia w 1977 Instytut Biologii Środowiskowej (od 1999 – Instytut Nauk o Środowisku). W 2002 usamodzielnił się Instytut Biologii Molekularnej im. J. Zurzyckiego i przekształcił się w osobny Wydział Biotechnologii UJ (w 2006 zmienił nazwę na Wydział Biochemii, Biofizyki i Biotechnologii UJ). W marcu 2017 r. instytuty kształcące w zakresie geografii i geologii wydzieliły się tworząc nowy Wydział Geografii i Geologii Uniwersytetu Jagiellońskiego. W związku z tym 1 stycznia 2018 r. nazwa wydziału została zmieniona z Wydziału Biologii i Nauk o Ziemi UJ na Wydział Biologii UJ.

## Dziekani Wydziału Biologii i Nauk o Ziemi UJ
- 1951/1952–1955/1956 – Stanisław Smreczyński (1899–1975)
- 1956/1957–1957/1958 – Franciszek Górski (1897–1989)
- 1958/1959–1961/1962 – Antoni Gaweł (1901–1989)
- 1962/1963–1963/1964 – Marian Książkiewicz (1906–1981)
- 1964/1965–1968/1969 – Antoni Wrzosek (1908–1983)
- 1969/1970–1971/1972 – Adam Kulczycki (1906–1984)
- 1972/1973–1974/1975 – Mieczysław Hess (1931–1993)
- 1975/1976–1980/1981 – Józef Surowiak
- 1981/1982–1986/1987 – Halina Krzanowska (1926–2004)
- 1987/1988–1992/1993 – Czesław Jura
- 1993/1994–1998/1999 – prof. dr hab. Antoni Jackowski
- 1999/2000–2004/2005 – prof. dr hab. Szczepan Biliński
- 2005/2006–2011/2012 – prof. dr hab. Kazimierz Krzemień
- 2012/2013–obecnie – dr hab. Małgorzata Kruczek[4]

## Wybitni nauczyciele akademiccy
Wybitnymi przedstawicielami Wydziału BiNoZ byli m.in.:

biolodzy: 
- Władysław Szafer
- Maria Skalińska
- Franciszek Górski
- Bogumił Pawłowski
- Stanisław Smreczyński
- Jan Kornaś
- Jan Zurzycki
- Władysław Grodziński

i przedstawiciele nauk o Ziemi:
- Marian Książkiewicz
- Mieczysław Klimaszewski
- Zdzisław Czeppe